# UFC 242
UFC 242: Khabib  vs. Poirier（ユーエフシー・ツーフォーティツー：ハビブ・バーサス・ポイエー）は、アメリカ合衆国の総合格闘技団体「UFC」の大会の一つ。2019年9月7日、アラブ首長国連邦アブダビ・ヤス島のジ・アリーナで開催された。

## 大会概要
本大会では、正規王者ハビブ・ヌルマゴメドフと暫定王者ダスティン・ポイエーによるUFC世界ライト級王座統一戦が行われ、ヌルマゴメドフがリアネイキドチョークによる一本勝ちを収め、2度目の王座防衛に成功した。

## 試合結果

### アーリープレリム
第1試合 ライト級 5分3R
○  ドン・マッジ vs.  ファレス・ジアム ×
3R終了 判定3-0（30-27、30-27、29-28）
第2試合 ミドル級 5分3R
○  オマリ・アフメドフ vs.  ザック・カミングス ×
3R終了 判定3-0（30-27、30-27、29-28）
第3試合 ウェルター級 5分3R
○  ムスリム・サリコフ vs.  ノーディン・タレブ ×
1R 4:26 KO（右フック）
第4試合 ウェルター級 5分3R
○  ベラル・ムハマッド vs.  佐藤天 ×
3R 1:55 リアネイキドチョーク

### プレリミナリーカード
第5試合 ライト級 5分3R
○  オットマン・アツァイター vs.  テーム・パッカレン ×
1R 3:33 KO（右フック）
第6試合 84.0kg契約 5分3R
○  サラ・モラス vs.  リアナ・ジョジュア ×
3R 2:26 TKO（グランドの肘打ち）
※モラスの体重超過によりバンタム級から変更。
第7試合 フェザー級 5分3R
△  ズバイラ・ツフゴフ vs.  リローン・マーフィー △
3R終了 判定1-1（28–29、28–29、28-28）
第8試合 女子フライ級 5分3R
○  ジョアン・コールダウッド vs.  アンドレア・リー ×
3R終了 判定2-1（28–29、30–27、29-28）

### メインカード
第9試合 ライト級 5分3R
○  ディエゴ・フェレイラ vs.  マイルベク・タイスモフ ×
3R終了 判定3-0（29–28、29-27、29-27）
第10試合 ヘビー級 5分3R
○  カーティス・ブレイズ vs.  シャミル・アブドゥラヒモフ ×
2R 2:22 TKO（グランドの肘打ち）
第11試合 ライト級 5分3R
○  イスラム・マカチェフ vs.  ダヴィ・ハモス ×
3R終了 判定3-0（29-27、30–26、30–26）
第12試合 ライト級 5分3R
○  ポール・フェルダー vs.  エジソン・バルボーザ ×
3R終了 判定2-1（27–30、29–28、30–27）
第13試合 UFC世界ライト級王座統一戦 5分5R
○  ハビブ・ヌルマゴメドフ vs.  ダスティン・ポイエー ×
3R 2:06 リアネイキドチョーク
※ヌルマゴメドフが2度目の王座防衛に成功。

### 各賞
ファイト・オブ・ザ・ナイト： 該当なし
パフォーマンス・オブ・ザ・ナイト： ハビブ・ヌルマゴメドフ、オットマン・アツァイター、ベラル・ムハマッド、ムスリム・サリコフ
各選手にはボーナスとして5万ドルが授与された。

### カード変更
負傷などによるカードの変更は以下の通り。